# That’s What I Am
That’s What I Am – singel Conchity Wurst, wydany 23 stycznia 2012 roku nakładem wytwórni fonograficznej Sony Music Entertainment. Utwór zajął drugie miejsce podczas austriackich preselekcji Österreich rockt den Song Contest do 57. Konkursu Piosenki Eurowizji, przegrywając jedynie z propozycją „Woki mit deim Popo” zespołu Trackshittaz.

## Listy utworów i formaty singla
Digital download
1. „That’s What I Am”  – 2:59

## Pozycje na listach
| Lista przebojów             | Pozycja |
| --------------------------- | ------- |
| Austria (Ö3 Austria Top 40) | 12      |